# モグ
『モグ 』(mogg) は、サイバーエージェントが携帯電話/スマートフォン/PC用に提供し、同社グループのQualiArtsより開発・運営されるブラウザゲーム。一部Flashでの動作・操作を含む。2010年9月2日に携帯電話向けにサービス開始。スマートフォン向けには2011年6月21日にAndroid対応を、2012年5月30日にiPhone対応をそれぞれ開始。PC版は2014年8月27日にサービスを開始している。モグに参加するには、アメーバピグの登録が必須である。

## 概要
プレーヤー同士が互いの料理（レシピと呼ぶ）を食べ合いながら、自分が所持するレシピ数を徐々に増やしていくゲーム。各プレーヤーはマイキッチンのテーブルに最大5個のレシピを並べて他プレーヤーに食べに来てもらい、自分は他プレーヤーのキッチンに食べに行く。マイキッチンのレシピを自分で食べることはできない。現在、ほぼ常時何らかのイベントが開催されており、イベントの高得点により、「レアレシピ」「スペシャルレアレシピ」「称号」を獲得することができる。
プレーヤーは他プレーヤーへのメッセージをマイプロフィールに表示したり、相手のキッチンに食べに行った際に食べたいレシピ名や感謝の言葉をコメントとして残すことができる。また、任意でクラブの設立、既存クラブへの加入ができ、クラブ対抗のイベントも行われている。メッセージやコメントまたはクラブ内の掲示板を通じて、プレーヤー同士が駆け引きをしたり助け合ったりすることで、レシピ習得の高速化や各イベントでの上位の成績が狙いやすくなる。
2012年6月25日の公式モグスタッフブログにて、会員200万人突破が報告された。
2022年7月19日をもってアプリ版のサービスを終了となった。一方でブラウザ版のサービスは引き続き提供するものとしている。

## ゲームの進め方
レシピは「フード」「ドリンク」「スイーツ」の3ジャンル。それぞれレシピブックがある。ゲーム開始時には「プチカップケーキ」「あつあつメニュー」「フレッシュドリンク」の3冊から始まる。これらのレシピブックには各3種類のレシピが載っているが、それを自分のキッチンに出せるようになるには「修行」してレシピを習得しなければならない。
このレシピ修行がモグというゲームにおける基本の行動である。他プレーヤーが置いている料理（同ジャンルのものに限る）を食べることでモグパワーを獲得して増やしていき、レシピごとに定められた習得に必要なモグパワーの数値に達することで修行が完了する（一部それに加え、「ミッションレシピ」のクリアが必要な場合もあり、要求されたレシピを探し出す、もしくはリクエストして食べさせてもらい修行を完了させる）。
修行が済んだ料理をテーブルに並べて、他プレーヤーに食べてもらうと「スマイルコイン」がテーブル上に残る。このスマイルコインで、新たなレシピブックを購入することができる。逆に他プレーヤーが置いている料理を食べたときには「レシピポイント」が付与されるが、このレシピポイントで自分のキッチンに出すレシピの在庫を追加することができる。
サービス開始から2014年12月8日までは、短時間に大量の料理を食べると獲得できるレシピポイント及びモグパワーが徐々に減少する仕様になっていた（しばらく料理を食べるのをやめると付与されるポイントが徐々に回復し、概ね90分程度で初期段階まで回復する。それでも特定のアイテムを使用することでレシピの習得を進行させることが可能であった。）。
2014年12月9日にルール変更があり、「モグパワーステージ」と「ミッションステージ」が設定され、モグパワーおよびレシピポイントの減少は起きなくなった。モグパワーステージでは、同ジャンルの料理を食べることでモグパワーを獲得する。ミッションステージでは、従来同様に指定された料理を食べるかモグスプーンを使うことで修行が進む。

## レシピおよび料理
レシピには、ノーマルレシピ、レアレシピなど、ランク別の種類があり、どの種類のレシピも、スイーツ、フード、ドリンクの3ジャンルに分類されている。あるレシピを覚えるには、同じジャンルの料理を食べ続ける必要がある。例えば「生クリームケーキのレシピブック」を習得するためには「スイーツ」に分類される料理を食べる必要がある。
各イベントでは、前イベントおよび当該イベントの「レア（進化）レシピ」「スペシャルレア（進化）レシピ」を提供する、または食べることで高得点が獲得できるようになっている。
レシピのランク別種類とそれぞれの入手方法は以下の通り。後のものほど高ランクで、イベントで発揮する効力が高くなる。
ノーマルレシピ
各ブックに通常3個か6個か9個のレシピが含まれている。修行の途中でミッションレシピ（3品か6品）を要求するものもある。
①初期状態に標準保有。3レシピブック（9レシピ）
②自動的に付与。8レシピブック（39レシピ）
③ショップにてスマイルコインかコインで購入。21レシピブック（63レシピ）
④イベントレシピ。イベントのテーマにちなんだ料理。ショップでは販売されない。2014年5月の鉄人イベント以降、ノーマルレシピがレアレシピ取得よりも難しい条件で付与されることがある。
⑤デイリーモグの高頻度クリアによって付与。
レアレシピ
各ブックに1個のレアレシピ。修行の途中から5ステージ制ミッション（15品）となる。一部は進化可能。
①イベントの高基準クリアにより付与。
②○周年や○万人達成などの記念にプレーヤー全員に付与。
③ごほうびポイント交換所のレシピガチャで、未取得の過去イベントレシピが取得可能。
④極上レシピ（称号レシピ）。レシピ名はすべて「極上の～」で、6シリーズ（30レシピ）がある。進化はしない。当初は称号ポイント2と交換できたが（2014年2月13日まで）、称号ポイントの廃止（2014年2月14日）以降は、③のレシピガチャでのみ取得可能となっている。
⑤レア進化レシピ。レアレシピを同じ名称のレシピブックとうまパウダーで進化させたもの。進化前のレアレシピと同じレシピブックに入る。
また、以前はスマートフォンのAmebaポイント25000点と交換できたが、Amebaポイントが2015年4月13日をもって廃止されたため、現在は交換不可。
スペシャルレアレシピ（Sレアレシピ）
①イベントの高基準クリアにより付与。レアレシピよりもさらに取得の難度が高い。
②ごほうびポイント交換所のレシピガチャで、未取得の過去イベントレシピが取得可能。
③スペシャルレア進化レシピ。スペシャルレアレシピを同じ名称のレシピブックとうまパウダーで進化させたもの。進化前のスペシャルレアレシピと同じレシピブックに入る。
スーパースペシャルレアレシピ（SSレアレシピ）
①イベント『モグ-1グランプリ』決勝の高いリーグで高順位を獲得したクラブメンバーおよび個人で高得点を獲得したメンバーに付与。翌月に開催されるすべてのイベントで最高の効力を発揮する最高ランクのレシピ。2014年10月以降は個人得点でも付与される。
②スーパースペシャルレア進化レシピ。スーパースペシャルレアレシピを同じ名称のレシピブックとうまパウダーで進化させたもの。進化前のスーパースペシャルレアレシピと同じレシピブックに入る。
③復刻SSレアレシピ交換所にて、SSレアチケット1枚、またはSSレアミニチケット30枚で過去のSSレアレシピブックと交換できる。SSレア（ミニ）チケットは各イベントの高得点で付与される。
この他、スマートフォン向けゲーム「ファーミー」とのコラボキャンペーンにより、ファーミーの到達度によって付与されるレシピもある。

## イベント
主なイベントは『大食い大会』『来客イベント』『モグの鉄人』『mogg'sキッチン』『モグ-1グランプリ』などである。イベントには季節、年中行事、国内外の特定地域などにちなんだテーマがあり、そのテーマに沿ったイベントレシピや壁紙などが景品として用意されている。あるイベントのレアレシピ・スペシャルレアレシピ・およびそれらを進化させたレシピが次回イベントで有利レシピになっていることが多い。
大食い大会
クラブごとに得点を競う団体戦イベントだが、プレーヤー個人にも得点・順位はつくようになっている。
他プレーヤーの料理を食べることで付与される点数を稼ぐ。ただし30ポイントの「満腹度」が設けられており、30ポイントに達すると点数が付与されなくなる（30ポイント到達時は付与）。満腹度は3分毎に1ポイント減少する。スマイルコインまたはコインで購入可能なアイテム「おなかへーる」を用いると0ポイントにリセットされる（1日最初の使用は無料・スマイルコインでの購入は1日20回まで・コインでの購入は無制限）。
当初は特定有利レシピやレア度の高いレシピは高得点であったが、2015年7月以降、有利レシピを含めた全レシピの基礎点数が一律6点になり、イベントポイント（後述）に応じて点数が上乗せされるようになった。
来客イベント
イベントに参加し対象レシピを食べられると、アメーバピグのキャラクターなどが客として自分のキッチンに遊びに来ることがある。その写真を撮って点数を稼ぐイベントである。一定数あるいは高レベルの写真を撮ると、段階的にアイテムがプレゼントされる。また、点数でのアイテム付与も存在する。
2016年7月開催分より、「コンボ撮影」が追加。前回の来客撮影成功から10分以内に撮影成功すると1コンボ増加。コンボが増加するごとに基礎得点が上がり、上限は20コンボ（基礎得点2倍）。撮影失敗または10分間撮影しなかった場合、コンボはリセットされ0コンボから再スタートとなる。
モグの鉄人イベント
他人のキッチンに行ってイベント対象レシピを食べるとフード、ドリンク、スイーツの3ジャンルのいずれかの「鉄人」が時々現れる。鉄人が現れたら、プレーヤーは自分が所持するイベント対象レシピの中から3品を鉄人にふるまう。ふるまうレシピは対象ジャンルの味力が高いレシピ3品で、レシピをふるまうとその味力の合計がイベント得点として加算される。
プレーヤーは最大5の「体力」を持っており、鉄人にふるまうたびに体力を1ずつ消費する。体力が0になると原則として鉄人にレシピをふるまうことはできない。体力は10分で1ずつ回復するが、「回復ドリンク」「スーパー回復ドリンク」を使うと体力が0でもふるまうことができる。ふるまう3品の「味力」の数値合計が鉄人が要求する数値を超えれば鉄人は満足する。「体力」がある限り複数回ふるまうこともできるし、他のプレーヤーに協力依頼を送ることもできる。
鉄人が満足すると、鉄人に出会ったプレーヤーと依頼に協力したプレーヤーに「お宝ガチャチケット」が付与される。30分以内に満足させられなければ鉄人は帰ってしまう。
「お宝ガチャ」は全5ステップ制。ステップ1～4はチケット1枚につき1回、ステップ5ではチケット5枚でガチャ1回で、景品としてイベントレシピや各種アイテムが入手できる。
3ジャンルの鉄人に1回ふるまう毎に、画面上部の鉄人ゲージが1ずつ上昇する。鉄人ゲージが満タンかつ現在自分が鉄人に挑戦していない場合にゲージをタップまたはクリックすると、味力の2倍の得点がもらえる「モグの鉄人」が登場する。ふるまうレシピは「ご自慢レシピ（3ジャンルで最も味力が高いレシピ各1品・計3品）」で、他のプレーヤーへ協力依頼ができない。しかし3ジャンルの鉄人と違い、帰ってしまっても次回挑戦時には前回までの満足度が引き継がれており、何回も挑戦すれば必ず満足させられるようになっている。
モグの鉄人を登場1回目で満足させると「モグぞう」が登場する。ふるまうレシピはモグの鉄人と同じく「ご自慢レシピ」で、レシピをふるまうと味力合計×2倍×ふるまい8回分がイベント得点として加算される。登場から5分で帰ってしまうが、ふるまう時に体力および回復ドリンクは一切消費されず、1回ふるまうだけで満足する。ただし同じ鉄人を2回目以降に満足させても登場しない。
モグの鉄人を登場1回目で満足させると「大満足」となり、一定回数連続してモグの鉄人を大満足させるとボーナスとしてお宝ガチャチケットが多数もらえる（最低30枚）。モグの鉄人登場時に「レアモグの鉄人」が登場することがあり、大満足させるとお宝ガチャチケットだけでなくうまパウダーがもらえる。満足させられなくても満足度は次回登場するモグの鉄人に引き継がれるが、そのレベルではレアモグの鉄人は二度と登場しない。
mogg'sキッチンイベント
イベント対象レシピを食べる又は食べられることで料理の材料を入手し、それをモグぞうのキッチンに提供して指定された料理を調理してもらう。料理を食べる又は食べられると、ミルク・野菜・シーフードの3種類の内1種類がランダムでもらえる。モグ開始から2011年12月までは「お手伝いイベント」の名称だったが、2012年6月から現在の名称となる。
料理を開始してから完成までの時間は原則30分。料理完成後にレンジから料理を回収すると、それをチビぞうが食べてイベント得点が加算される。料理ごとに得点が決まっており、料理の作成数とともに得点も増える。
また、チビぞうが料理を食べるたびに「チビぞうのありがとうギフト」のゲージが溜まっていき、ゲージを最大まで溜めると指定されたアイテムをランダムに獲得できる。アイテムを全て獲得すると（完走）、次の周回に突入しアイテムが補充される。また鉄人イベントと同じく、ショップでは買えない過去イベントレシピやご当地ノーマルレシピがもらえる。
モグ-1 グランプリ
2013年9月より主に毎月下旬に開催されているクラブ対抗の団体戦イベント。イベント開催期間中は試合と準備期間に分かれ、試合は1日2回の予選（8時から13時59分までのランチの部・18時から23時59分までのディナーの部）と最終日の決勝（8時から23時29分まで）があり、いずれも10クラブの対抗戦。
各プレーヤーが所持するレシピには「味力」の値があり、モグで食べたり食べられたりすることで付与される「ふりかけポイント」をレシピにふりかけると味力が上がる（ふりかけポイントは通常時も付与されるが、当イベント開催中はイベント対象レシピ〈所有レシピ全て〉を食べるまたは食べられると通常の4倍のポイントが付与される）。
他人のキッチンに行ってレシピを食べると、時々ねじまき城の住人キャラクターが「審査員」として現れる。審査員が現れたら、同一クラブ内のプレーヤーであれば誰でも所持レシピの中から味力の高い5品（フルコース）を審査員にふるまうことができる。審査員はレベルによって要求する数値が異なっており、ふるまう5品の味力合計が審査員が要求する数値を超えれば審査員は満足する。ふるまった味力がそのままふるまい得点となり、それとは別に満足得点が加算される。また1回のふるまいで満足しなかった場合、10分以内に自分以外のプレーヤーがふるまうと「コンボ」が発生して味力合計・ふるまい得点が増加する。コンボは違うプレーヤーがふるまう毎に増加していき、同じプレーヤーが連続してふるまっても10分以内であればリセットされない。レア審査員が出現した場合はふるまった味力の1.5倍がふるまい得点となる。たまに超レア審査員としてモグぞうが出現する。モグぞうは試合中の10クラブの誰でもふるまうことができ、ふるまった味力の2倍がふるまい得点となる。モグぞうの満足得点は、最後にモグぞうを満足させたプレーヤーの所属クラブの得点となる。
予選が終了すると得点順の順位によって王冠が各クラブに付与される。予選全試合の合計王冠獲得数により、最終日の決勝で戦うリーグが決定する。決勝リーグは「5つ星」から「1つ星」まで5つのランクがあり、各リーグごとの順位により報酬アイテムが付与される。報酬にはこのイベントでしか獲得できないSSレアレシピやごほうびポイントがあるほか、他のイベントと同様、称号、Sレア、レアレシピなども付与される。
その月に開催されるイベントで獲得したレア・Sレアレシピが「サイドメニュー」となり、味力が増加する他、1試合で1回好きなタイミングで「ごほうびわざ」が使えるようになる。ごほうびわざは「フィーバーメーター2倍（一定時間フィーバーメーターの増加数が2倍になる）」「味力2倍（一定時間フルコースのレシピの味力が2倍になる）」「体力回復（即座に一定数のクラブメンバーの体力を全回復）」「レア審査員に会える（一定時間現れる審査員が全てレア審査員になる）」の4種類。対象レシピ数が多いほどフルコースの味力が増加し、ごほうびわざの持続時間・適用人数も増える。
2015年3月開催分から「王様スロット」が導入された。クラブ得点を一定以上獲得すると試合中好きなタイミングでスロットを回すことができ、止まった図柄によって様々な効果が即座に発動する。効果は「得点横取り（一定時間同リーグ内の相手クラブが獲得した得点を自分のクラブ得点として加算、ただし横取りされても自分のクラブおよび個人得点は加算）「体力全員回復（即座にクラブメンバー全員の体力を全回復）」「モグぞう遭遇率UP（一定時間モグぞうの出現率が上がる）」「審査員出現率100%（一定時間1回食べる毎に必ず審査員出現）」の4種類。
モグマイレージ
2017年9月より開催されている、モグと旅行ゲームをミックスしたイベント。対象レシピを食べたり食べられたりすると、「ノーマル旅行券」が得られる。この旅行券を使って「旅行に行く」ボタンを押すと、飛行機で日本の47都道府県のどこかに到着する。そこでは各県の名所の前でモグぞうが当地の名産品を持って出迎える。例えば福岡県なら太宰府天満宮の前でモグぞうが辛子明太子を持って出迎える。
全国は北海道(100)、東北(30)、関東(20)、中部(30)、近畿(40)、中国(50)、四国(60)、九州(100)の8つの地方に分かれている。カッコ内はマイル数。旅行するたびにマイル数を基数とする得点が入る。また、マイル数の高い地方ほどノーマル旅行券を多く消費する。地方ごとにその地方の都道府県すべてに旅行すると、旅行レベルが上がり、それ以降の得点が加算される。フィーバー時には国内秘境(300)、MAXフィーバー時には豪華海外(500)に旅行することができ、高得点が得られる。
飛行機に搭乗する際にスマイルクラスをはじめ4種のハイクラスの座席を選ぶと指定倍数の得点となる。また、得点報酬などで得られる「レア旅行券」を使用するとその時点で最もマイルの高い地方のどこかへ旅行でき、「指定旅行券」を使用するとまだ行ったことのない都道府県のどこかへ旅行できる。
グルメストリート
2017年12月より開催されているイベント。2018年3月の開催を最後に休止していたが、2019年6月に再開した。
イベント対象レシピを食べたり食べられたりすると、3種類のペッパー（ブラックペッパー、ミックスペッパー、レインボーペッパー）のいずれかが得られる。このペッパーを使って自分のお店で料理を試作することができ、料理得点が得られる。試作できる料理は決まっているが、指定回数を試作するとお店レベルが上がり、より得点の高い料理が試作できるようになる。得点の高い料理ほどペッパーを多く消費し、成功確率が低くなり、失敗しやすくなる。失敗した場合はペッパーは消費するが得点は得られない。
料理を試作しているとたまにフィーバーが発生し、高得点料理が作れるようになる。ただし、成功確率は50％まで下がる。
試作する際に用いるミトンはノーマルミトン以外に、スマイルミトン、ハッピーミトン、ラブリーミトン、ゴージャスミトンがあり、これら4種のミトンを使用すると試作が必ず成功するようになり、指定倍数の得点が得られる。
また、料理の試作によって増えるグルメスロットゲージがあり、ゲージがたまるとグルメスロットを回すことができる。スロットの結果、特定ジャンルのレシピを食べたときに特定種類のペッパーが出る確率や個数が、一定時間内で増える。
お店レベル、得点、順位によってレアレシピ4種、Sレアレシピ5種が報酬として得られる。
イベント開始当初は、クラブをメンバーのお店が建ち並ぶストリートに見立て、メンバーのお店レベルが上がると、お店レベル合計によるクラブの「ストリートランク」が上がり、試作時の得点が増えたり、クラブ報酬が得られたりした団体イベントだったが、2019年6月からは完全な個人イベントにリニューアルして再開した。
モグワゴン
2015年1月開始のイベント。2015年6月を最後に休止していたが、2019年9月に再開した。
モグぞうのワゴンカー「モグワゴン」で色々なエリアを回ってレシピをふるまい、イベント得点である売上金（通貨単位：モグール）を稼ぐ。
プレーヤーがレシピを食べたまたは食べられた時に「チラシ」を入手できることがあり、チラシが1枚以上集まったら、モグワゴンに移動してチラシを使い集客する。チラシは「ノーマル」「オーダー」「ラッキー」の3種類あり、ノーマルは一定の確率で来客、オーダーは必ず来客、ラッキーはレア客が必ず来客する。来客すると、客は食べたいレシピの特徴でオーダーし、レシピが3個登場する。プレーヤーはオーダーに最も近いと思うレシピを選択してふるまい、評価に応じて売上金と「口コミ」をもらう。評価は「イマイチ」「満足」「大満足」「大大大満足」の4種類。売上金はどの評価でも同じ額だが、口コミは評価によって点数が異なる。レア・フィーバー限定レア客は他の客よりも売上金や口コミを多くもらえるが、満足以上の評価は得にくい。ワゴンスパイスを使用すると必ず「大大大満足」が得られる。
口コミをもらうと、画面上の「口コミメーター」が溜まっていく。メーターがMAXに到達すると、フィーバーを発生させることができる。フィーバー中は「超レア客」が来客することがあり、通常より売上金を多くもらえる。
開始直後は1エリア（モグタウン）しか選択できないが、売上金が累積されると新しいエリア（モグモール・モグ温泉・テーマパーク）が順次開放され、イベント期間中は各エリアを自由に移動できる。各エリアでエリアチケットを貯めてエリアガチャを引くことができ、報酬アイテムがもらえる。売上金が一定額に達することでもレアレシピ・Sレアレシピ・うまパウダー等の報酬がもらえる。

### 過去に開催されていたイベント
王様のシェフ～ねじまき城をすすめ！～
2013年2月から8月まで不定期に開催された団体戦イベント。イベント期間は1日もしくは2日。「モグ-1 グランプリ」に置き換えられる形で終了。
クラブのプレーヤーがねじまき城を進んでいくと、メイド、大臣、お姫様、王子様、女王様、王様の順で城の住人が現れ、お題レシピを呈示する。クラブ内でお題レシピを所持しているプレーヤーは誰でもふるまうことができる。お題レシピは当該イベント開催時以前の全レシピから選ばれるため、所持レシピ数が多いプレーヤーほど有利。各レシピには「味力」の値があり、上位のレシピほど味力のランクが高い。ふりかけポイントを使用すると味力を上げることができ、住人を満足させやすくなる。
ふるまい得点にはコンボによる累積倍数が設定されていた。一つのお題に対して、同一プレーヤーが連続してふるまわずに、異なるプレーヤーが相次いでふるまうことによって、味力によるふるまい得点が一定の倍数に乗じた得点となった（最大60コンボで10倍）。コンボが一定回数を超えるとお題にレアレシピが出るようになり、更に回数が進むとレア進化、Sレアレシピがお題として要求されるようになるためコンボを上げにくくなる。
また、クラブ得点への貢献度に応じた個人得点も設定されており、一人の住人が満足するたびに2種類のMVP（満足度MVPとふるまい回数MVP）によって個人得点が加算された。
旧コレクションイベント
イベント対象レシピを食べる、または食べられると、イベント限定で「ミトン」、「スプーン」又は「はかり」等といったグッズが付与されることがあり、グッズごとに得点が決まっている。また、ゲームの進行に沿ってステージがあり、定められたグッズ数を超えるとステージクリアとなる。ステージクリアによって、レシピが段階的に付与される。それ以外のステージでもテーブル、壁紙などのアイテムが付与される。
そろえてモグコレクション（新コレクションイベント）
旧コレクションイベントのリニューアル版として、2014年1月から開始。2015年2月を最後に行われていない。大食い大会と同様、原則クラブごとに得点を競う団体戦イベントだが、個人でも得点・順位が付く。
まずイベント専用アイテム「モグぞうクルホン」を入手する。入手手段は複数ある。
1.スタンプシート（5個）。他人のキッチンで1回食べることでそのキッチンのピグスタンプが1個もらえる。5個集めるとモグぞうクルホンが付与され、新しいシートが発行される。同じシートに同じピグスタンプを2個以上押すことはできないが、交換（新シート発行）後であれば同じキッチンで食べてもスタンプがもらえる。
2.スマイルコイン回収時。来客イベントやモグワゴン同様、スマイルコイン回収時に時々付与される。
3.ショップでスマイルコインを使って購入（5・25・100個）。
モグぞうクルホンを1個以上所持・なおかつマイキッチンのテーブルに料理を並べている状態でモグぞうクルホンを使うと、モグぞうがテーブルに並べている料理を食べてグッズをドロップするので、スマイルコインと一緒に回収してボックスに収める。グッズはハート・ダイヤ・クローバー・スペードの4種類で、それぞれ点数が付けられているが、回収しただけではイベント得点は加算されない。有利レシピは通常レシピより高得点のグッズがドロップしやすい。また課金もしくはイベント報酬等で獲得できるアイテム「Sモグぞうクルホン」を使用すると、Sレアモグぞうが現れて高得点のグッズをドロップする。
グッズを5個回収すると「ラッキーチャンス」が発動する。「チャレンジする」ボタンをタップまたはクリックすることで、グッズ5個のうち2個以上揃っていない（または揃っている数の少ない）グッズを1個だけランダムに入れ替え、入れ替え終了後にイベント得点が確定し加算される。イベント得点の計算式は、グッズ5個の得点合計×役（2～5グッズ）に応じた倍数。役は最も数が多いグッズの種類で決まり、2グッズが1倍、3グッズが1.5倍、4グッズが3倍、5グッズが10倍。課金もしくはイベント報酬等で獲得できるアイテム「ジョーカーくん」を使用すると、3グッズ以上の役を成立させることができる（例えばラッキーチャンス発動時の役が2グッズでも、ジョーカーくんを3個使用すると5グッズになる）。なおマイキッチンに戻る等ページを離れることでチャレンジを放棄できるが、ボックスがリセットされて集めたグッズが全て消失してしまう（得点も入らない）。イベント得点が一定値に達することでレアレシピ・Sレアレシピ・うまパウダー等の報酬がもらえる。
　  イベントアイテム交換所の「ポイントに交換」の選択画面にはあることを確認されている。

## プレーヤーの所持ポイント・レベル
モグにはプレーヤーがゲームを始めて以降、通算で累積していく所持ポイントがいくつかある。これらはいずれもゲームの進行の中でプレーヤーが獲得していくものであり、コインでは購入できない。各所持ポイントの獲得方法と消費用途は下記のとおり。
レシピポイント
獲得：他プレーヤーのキッチンでレシピを食べる。食べるレシピのランクや相手の色テーブル使用によって、獲得するレシピポイントは増減する。イベントの景品として付与されることもある。
消費：習得済みのレシピをマイキッチンに並べるための在庫を追加。
　2020年8月よりレシピポイントでのレシピ・ガチャネジ・おうちデコレーションなどと交換可能となった。
　
スマイルコイン
獲得：マイキッチンのテーブルに並べたレシピを他プレーヤーに食べられる。画面上のテーブルに金貨（10枚以上の場合は延べ棒）が残り、それを回収すると数値化される。食べられるレシピのランクが高いほどスマイルコインの獲得数は多くなる。色テーブルの使用によっても獲得数は増える。
消費：ノーマルレシピブックの購入、ピグアイテム（アバターの衣装）の購入、mogg's キッチンイベントにおける材料（ミルク、野菜）の購入、大食い大会における「おなかへーる」の購入、そろえてモグコレクションにおけるモグぞうクルホンの購入、モグマイレージにおける「すぐとべーる」の購入においてコインの代わりに使用できる。
ふりかけポイント
獲得：レシピポイントと同じく他プレーヤーのキッチンでレシピを食べるか、またはマイキッチンに並べたレシピを他プレーヤーに食べられる。イベント対象レシピやデイリーモグを食べられるとふりかけポイントの獲得数は2倍になる。また「モグ-1グランプリ」イベント期間中は、イベント対象レシピのポイント獲得数が4倍になる（モグ-1グランプリは全レシピを食べた場合・食べられた場合両方）。
消費：レシピのランクアップ。どのレシピも最高100までランクアップする。レシピの味力が高いほど「モグの鉄人」および「モグ-1グランプリ」イベントで登場人物を満足させやすくなる。スペシャリテ帽を使って120までランクアップすることもできる（100までランクアップしていないとできない）。
ごほうびポイント
獲得：基本的には「モグ-1グランプリ」イベントでの得点・順位による報酬、他のイベントでも獲得できる。
消費：ごほうびポイント交換所での、過去イベントのノーマル・レア・スペシャルレアレシピや各種アイテムとの交換。ただしレシピ交換はガチャ形式で、アイテム交換は月毎に回数制限がある。
称号・称号ポイント
モグ-1グランプリ決勝戦での高順位獲得によって、イベントのテーマにちなんだ言葉が称号として付与される。過去にはモグ-1グランプリ以外のイベントでの高ランク獲得・デイリーモグの高頻度クリアによっても付与されたが、2015年8月1日から付与されなくなった。獲得した称号はどれか一つをキッチンに表示することができ、着脱も自由にできる。称号ポイントは称号1個につき1ポイント付与されたが、2014年2月13日をもって廃止となった。
うまパウダー・スペシャルパウダー
獲得：イベントの高基準クリアの景品や高ランキングの報酬。
消費：レア以上のレシピを進化。
段位ポイント・段位
イベント報酬のレア以上のレシピをそれぞれ最終段階まで進化させることによって段位ポイントが付与される。段位ポイントを蓄積することによってイベント種別ごとに段位が付与される。段位ポイント4ptで初段となり、その後、定められたポイントを獲得するごとに昇段する。イベント開催中はそのイベント種別の段位がキッチンとプレーヤーリストに表示される。
イベントポイント（＝有利レシピポイント＋所持レシピポイント）
開催中のイベントの有利レシピ所持数（開催中およびモグ-1グランプリを除く直近2回のイベントで獲得したレアレシピ以上の所持数＋前月のモグ-1グランプリで獲得したレシピの所持数）を有利レシピポイントとして換算。また、モグ通算のレアレシピ以上の所持数が所持レシピポイントに換算される。いずれも換算レートはレシピのランクによって異なる。有利レシピポイントと所持レシピポイントの合計がイベントポイントとなる。モグ-1グランプリを除く各イベントで、イベントポイントに応じた限定スキルが自動的に発動する。イベント期間中にイベントポイントが減ることはないが、有利レシピポイントはイベントごとに計算されるのでその都度増減する。
シェフレベル
レベル1から始まり最大レベルは200とされている。レシピを修行して覚えていくことでマイプロフィールにあるシェフレベルメーターがたまり、一定数たまるとレベルが上がる。レシピ1個につき「ノーマルレシピ」は1、「レアレシピ」は2、「Sレアレシピ」は3、「SSレアレシピ」は5ずつメーターを溜めることができる。レベルが上がるほど次レベルまでの必要メーター数は増える。各レベルには「見習いの卵」、「漬け物アーティスト」、「厨房のソリスト」、「恋するバーテンダー」などの肩書きが付いていて、プレーヤーリストにレベルとともに表示される。レベルアップによって肩書きが変化する場合もある。

## ミニゲーム
モグには各イベントを有利に進めるための報酬を提供するミニゲームがいくつかあり、各イベントと並行して、あるいは不定期に開催されている。
チャレンジレストラン
毎週土日に開催される1日単位のミニイベント。6人の客に5回、合計30人がレストランに訪れる。それぞれの客に自分が所持するレシピを味力が高いものから順番に振る舞い、その結果として客から満足度を得る。前月以降のイベントレシピは有利レシピとなり、味力が1.2倍になる。「チャレンジふりかけ」を使うと、1回分6レシピのランクがMAXになる。
1日の最大満足度、デイリーランキング、各月のマンスリーランキングにより、金のモグスプーン、ごほうびポイント、チャレンジふりかけ、スペシャリテ帽などの報酬がもらえる。
モグモグルーレット
開催中のイベントを有利に進める報酬を付与するルーレット。各プレーヤーにはイベント期間中、グルメカードが付与される。他のキッチンでグルメ認定レシピ（直近イベントのレア4、Sレア4、Sレア5、SSレア2、SSレア3のレシピ。テーブル上でキラキラ光っている）を食べるとグルメカードにハンコが押される。ハンコが10個貯まるとルーレットを回すことができ、♡、♠、♣、☆、♢の5種の結果に応じた報酬（アイテムや有利条件）が当たる。報酬の内容はイベントごとに決まっている。例えば、mogg'sキッチンイベントでは、♡（食べた時に材料ドロップ1追加）、♠（シーフード20個）、♣（料理5分短縮）、☆（デリシャスクロス1個）、♢（ごほうびポイント100Pt）となっている。有利条件の中には日付が変わると効果がなくなるものもある（当日効果）。1日に回せるのは最大20回。
モグカジノ
不定期に開催されるカジノ風のミニゲーム。ルーレットにスマイルコインを賭ける。開催期間は2週間程度で、その間は毎日、9:00まで、15:00まで、20:00までの3回ベットできる。スマイルコイン10、500、5000の3種のいずれかを、ルーレットの3区分された数字（3倍）、赤か黒のダイヤ（2倍）、チビぞう（18倍）、7（ラッキーセブン、36倍）のどこかにベットする。ベットの締切時刻以降にルーレットの結果を見ることができ、外れれば賭けた分のスマイルコインが没収となり、当たれば指定倍数のスマイルコインが獲得できる。
福引きガチャ
不定期に（主に周年記念などの際に）開催される報酬付与ゲーム。開催期間中に他のキッチンで食べるとたまに福引きガチャチケットがもらえる。これを5枚ためると1回福引きをまわすことができる。最大10回まで連続でまわすことができる。1等～3等はSレアレシピ、レアレシピ、4等～10等はスペシャリテ帽、赤い（青い）モグスプーン、ハッピー（スマイル）テーブル、ふりかけポイント、ごほうびポイントなどがもらえる。

## デコレーション
壁紙・テーブル
プレーヤーは、壁紙やテーブルでマイキッチンを飾り付けることができる。入手方法はショップにてコインで購入するか、イベントの基準クリアによって付与される。イベントの景品の壁紙、テーブルは、当該イベントのテーマに関連したユニークなデザインとなっており、ショップでは購入できないため、イベント参加のインセンティブの一つとなっている。
おうち
各プレーヤーのキッチンがある建物の外観が「おうち」として設定されている。他プレーヤーのキッチンで食べ終えたあとに帰り際という設定でおうちの画面が現れる。おうちはいくつかの部分に分けて飾り付けることができ、「おうちガチャ」によって獲得した飾り付けを装着することによってイベントで有利に働くようになっている。「おうちガチャ」を行うのに必要なガチャねじは、イベントの景品として付与されるものを使うか、ショップで購入する（現在は原則として初回はガチャねじを消費せずに回せる）。壁紙とおうちは同じ建物の内装と外観の関係に当たり、初期のイベントでは壁紙とおうちのデザインが対応していたが、現在はほとんど対応していない。現在は壁紙が屋外の設定になっていることも多く（壁紙というより風景）、その場合でもおうちは必ず現れるようになっている。
デコ
2013年7月に新機能としてリリースされた、キッチンの壁紙に縁取りのような形で装着できる飾り付け。壁紙と同様、イベントのテーマに関連したデザインとなっている。イベントで高順位または高得点を獲得したプレーヤーに付与される。
スキン
2018年10月に新機能としてリリースされた。従来のデコレーションはキッチンの内側のみであったが、スキンはキッチンの外側の操作画面の背景やボタンのデザインを変更する機能。各スキンには、みみこ、小人、雪だるまなどのキャラクターが関連づけられて表示される。他人のキッチンに行ったときも、そのプレーヤーが装着しているスキンのデザインが画面に表示される。

## コミュニケーション
テロップ（ひとことメッセージ）
各自が不特定の他プレーヤーにアピールする50文字以内の文字列。そのプレーヤーのキッチン画面上で右から左に流れる。プレーヤーリストにも表示される。並べているレシピ以外では、食べてもらいたいアピール、イベント参加の告知、色テーブルの使用、現在のIN状況などを記すことが多い。「お1人1品だけ食べて」のようなマイルールや、探しているミッションレシピ名を記すケースもある。
コメント
特定の他プレーヤーのキッチンに残すことができる文字列。レシピを食べた際に「ごちそうさま」「おいしかったよ」の定型コメントか、50文字以内の自由コメントを記すことができる。コメントの代わりにモグスタンプを押すこともできる。レシピを食べなくても自由コメントは送ることができる。コメントは送り先の「食べに来た人」の欄内に表示されるほか、「コメント帳」にも表示される。コメントを受けない設定にすることもでき、設定中は「食べに来た人」欄のコメントは空白となる。
モグ友
仲良しのプレーヤーを登録する機能。一方のプレーヤーが申請して相手が承認すれば、互いにモグ友として登録される。プレーヤーリストにモグ友として表示されるので行きやすくなる。上限は60名（プレーヤーの進み具合によって上限が変わる）。また、マイキッチンのページ内に「モグ友の近況」というコーナーがあり、モグ友がデイリーモグをクリアしたり、レアレシピを獲得したりすると表示されるようになっている。設定によって新たな申請を受け付けないこともできる。
お気に入り
モグ友と違い、相手の承認なしに他プレーヤーを登録する機能。主に気になるプレーヤーを登録したり、ミッションレシピ提供者を見失わないためなどの覚え書きとして利用する。登録を拒否する機能はない。
クラブ
最大20名のプレーヤーによるチーム。クラブを作ったプレーヤーがリーダーとなり、クラブ名を自由に決めることができる。「大食い大会」、「モグ-1グランプリ」などの団体戦イベントはクラブ対抗で開催される。「大食い大会」の開催中はクラブへの入部はできるが、退部はできない。「モグ-1グランプリ」の開催期間では入部退部とも、準備中にはできるが試合中はできない。団体戦イベントの期間以外は自由に入退部が可能である。退部は（可能な期間であれば）本人の意思による退部およびリーダー権限による強制退部ができる。クラブにはクラブメンバーだけが読める掲示板があり、300文字以内の文字列をコメントとして入力するか、またはモグスタンプを押すことができる。また、掲示板のトップに固定されたmoggNOTEには最大1000文字まで記入できる。
2016年7月にクラブ機能が拡張され、「クラブひろば」「クラブコイン」が追加されたほか、サブリーダーの任命（最大3名）・リーダーの交代ができるようになった。「クラブコイン」はイベントの参加報酬などで入手する。「クラブひろば」には当初2つの施設予定地があり（スマイルコイン増加・レシピポイント増加）、クラブメンバーが「貯金箱」にクラブコインおよびスマイルコインを貯蓄して、リーダーまたはサブリーダーが貯蓄されたコインを使って施設を建設することができる。建設された施設は、貯金箱のコインを使うことでレベルアップして効果が強化される。
「モグ-1グランプリ」限定のランダムクラブというものがある。これは「モグ-1グランプリは参加したいけどクラブには入りたくない」等の理由のプレーヤーで構成されるクラブ。イベントが終わると、強制解散となる。
モグボード
2019年1月にリリースされた新機能。2019年3月にAmebaグルっぽが廃止されるのに伴い、モグ単独で新設された公開掲示板。おしゃべりボード、お願いボード、教えてボードの3つのボードから成り、それぞれのボードのなかに、募集、趣味を話そう！、地方ネタなどの固定スレッドがあり、プレーヤー同士が交流している。

## キャラクター
モグぞう
モグ開始当初からのメインキャラクター。白くて丸い体に白いコック帽と赤いエプロンをつけ、赤い靴を履いている。雪だるまのような体型で首がなく、細くて黄色い手足を持ち、まぶたを半分閉じた眠そうな目が特徴的。
mogg'sキッチンイベントでは、モグぞうはキッチンで料理を作るコックとしての本領を発揮する。プレーヤーはモグぞうに料理を作ってもらうために材料を集める。
来客イベントでは、モグぞうは高得点をもたらすレアキャラとして、イベントのテーマにちなんだ被り物を被ってマイキッチンに現れる。
モグの鉄人イベントでは、モグの鉄人を制限時間内に満足させた際にモグぞうが登場し、これを満足させるとボーナス得点として高得点が与えられる。
モグ-1グランプリでは、超レア審査員として登場。
周年記念レシピとしてモグぞうにちなんだレシピが出されている（Sレアモグ4周年フードのモグぞうトーストなど6品）。そのほか、スペシャルパウダーやスーパー回復ドリンク（鉄人イベント）など、効力の高いアイテムのデザインにモグぞうが使われている。
チビぞう
モグぞうの子どものような小さなキャラクター。モグぞうとの関係は定かでない。白いコック帽と背中のぜんまいねじはモグぞうと同じだが、球形の顔と2本の足だけがあり、手や胴体はない。コック帽の赤いラインは1本。チビぞうは1人ではなく3人いて、靴の色が赤、オレンジ、緑とそれぞれ違っている。名前の表記は正確には「チビぞう」だが、モグスタッフのブログに「ちびぞう」とひらがなで表記されたことが何度かある。
mogg’sキッチンイベントでは、モグぞうが作ってくれた料理を食べる。
周年記念やCM記念のレシピとしてチビぞうにちなんだレシピが出されている（スペシャルレア3周年記念ドリンクのチビぞうカップオレンジジュースなど4品）。そのほか、うまパウダーや回復ドリンク（鉄人イベント）など、いくつかのアイテムのデザインにチビぞうが使われている。
みみこ
モグぞうの妹。モグぞうと同じ工場の機械から生まれた。料理の研究のため世界中を旅していたが、2018年9月の来客イベントの際にモグタウンに帰ってきた。モグぞうと顔や体型が似ているが少し小柄で、コック帽とエプロンが一体化した着ぐるみらしきものを身に着け、お皿のような乗り物に乗って宙に浮いている。兄のモグぞうが大好きだが、恥ずかしがりやで何かミスをするとファスナーを上げて顔を隠す。
モグ子
モグぞう、チビぞうと違って、人間の女の子の姿をしたキャラクター。おかっぱ頭で普段は白いコック帽をかぶっている。コック帽には青いラインが1本。モグの遊び方などのチュートリアルを主に担当している。たまにイベントの主役としてモグ子が登場することがある。
おぴぐ・幸夫（さちお）
もともとアメーバピグのキャラクターだが、モグでは来客イベントでレアキャラとして登場する。おぴぐは派手な格好をしておねえ言葉を使うおかまキャラ。幸夫は頭に四つ葉のクローバーがあり、幸せを運ぶ存在。
ねじまき城の住人
モグ-1グランプリの舞台となっているねじまき城には、メイド・大臣・お姫様・王子様・女王様・王様と計6人の住人が住んでいる。後者ほど高ランクのキャラクター。モグ-1グランプリではキッチンでレシピを食べていると現れ、審査員として料理を要求する。高ランクかつ高レベルの住人ほど要求する満足度が高い。またレア審査員として現れることもあり、ふるまい得点および満足得点が最高レベルの通常審査員（レベル5）の1.5倍となる。王様が現れるのは決勝戦のみ。
モグの鉄人
モグの鉄人イベントには4人の鉄人が登場する。3ジャンルごとの鉄人であるフードの鉄人、ドリンクの鉄人、スイーツの鉄人はそれぞれのジャンルのレシピのみを要求し、他のジャンルのレシピは全く食べない。もう一人のモグの鉄人はどのジャンルのレシピも食べるが、その代わり要求する満足度が高く、滞在時間も短い。2014年9月に開催された来客イベントにモグの鉄人（ロバート）とフードの鉄人（チャーリー）が登場した。2016年9月に開催された来客イベントにドリンクの鉄人（トーマス）が登場した。2018年9月に開催された来客イベントにスイーツの鉄人（ヘレン）が登場し、4人の鉄人全員の名前が明らかになった。

## 主なアイテム
スマイルテーブル・ハッピーテーブル・ラブリーテーブル・ゴージャステーブル
自分のキッチンで使うとスマイルコインの獲得数が増えるほか、他プレーヤーが使用しているとレシピポイントのボーナスが貰える。
ゴージャステーブルは2014年6月に追加された「VIPショップ」でのみ購入可能で、同ショップ利用には通常のショップでコインで一定回数買い物をして「モグシール」を貯める必要がある。
モグパワーボトル・スーパーモグパワーボトル
レシピ修行中に他のユーザの料理を食べた際に得られる「モグパワー」が増加するアイテム。使用することでレシピをマスターするまでに必要な時間を短縮できる。ただし、修行しているレシピと異なるジャンルの料理を食べた時・ミッションステージ中・修行可能なレシピブックを選択していない場合はモグパワーは増えない（ボトルは減らない）。
モグスプーン
レシピ修行を有利に進めるためのアイテム。ミッションステージ中にこれを使用して食べると、ミッション対象外の料理を食べても料理1つ分が左から順番にクリア扱いとなる。同系統の料理を食べたときのみ有効な「青いモグスプーン」と、異なる系統の料理でも有効になる「赤いモグスプーン」、その時点で修行中のレシピブックを一気にマスターできる「金のモグスプーン」の3種類が存在する。「金のモグスプーン」には周年記念のものもある。

## 用語
- モグる＝食べる（飲む）。
- 観覧車のような絵文字＝イベント。
- スプーンとフォークのような絵文字＝料理。
- ハンバーガーのような絵文字＝フード系。
- カクテルのような絵文字＝ドリンク系。
- ケーキのような絵文字＝スイーツ系。
- アク・非アク＝アクティブ設定しているか、していないか。クラブメンバーやモグ友以外に食べられたくないときに、テロップに「非アク」と書くプレーヤーもいる。
- ヒハ・Sヒハ＝モグフィーバー、スペシャルモグフィーバーのこと。
- 爆モグ＝いっぱい食べること。
- 完食＝テーブル上の料理を全部食べること。
- 自コメ＝自分のキッチンに付けられたコメント。
- コメ閉じ＝「コメント受付」を「受け付けない」に設定すること。コメントを受けたくない以外に食べ合いの時間を短縮する目的もある。
- 返モグ＝食べてくれたお礼に、モグすること。
- デイリー＝デイリーモグ（毎日指定される特定の料理）。他人のキッチンで1回食べると「デイリーモグをクリア！」というアナウンスとともに、「デイリーモグ」メニュー内のカレンダーに丸が書き加えられる。書き加えられた丸の数によりモグスプーン・壁紙・ノーマルレシピ等のアイテムが付与される。一方プレーヤー自身が指定レシピを陳列すると、食べられてスマイルコインを回収する時にスマイルコイン・ふりかけポイントが通常より多く付与される。
- ミッション＝ミッションレシピ。
- 時短＝食べた時のアニメーション時間が短い料理を指す。最も短いものは1食約2.5秒（ハローキティのカスタードまん〈ハローキティスイーツ〉、シトラスオレンジ〈ハワイアンカクテル〉、エンガディナー〈スペシャルレアくるみ割り人形スイーツ〉など）。最も長い1食約11.5秒（チーズフォンデュ〈レストランメニュー〉など）と比べて9秒短縮する効果がある。
- ダブルイン＝スマートフォンとフィーチャーフォンで同時にログインして食べる裏技（スマートフォン間、フィーチャーフォン間、PC版では不可）。これにより大食い大会イベントでは提供者のレシピ1個に対し、2倍の得点を得ることが出来る。
- ワンコ＝大食い大会イベントにおける作戦。まずクラブメンバーの1人が提供者として時短または有利レシピを並べる。続いて他のクラブメンバーがクラブ掲示板等で自分が食べる料理の位置を決める。決定後、食べるメンバーはその位置にある料理を食べ続け、提供者はレシピを並べ続ける。
- キラ○＝認定ハンコが何個貰えるかを表している。○の中には1、2、3のいずれかの数字が入り、テロップでよく使われる。